# Bühler AR
Bühler je obec ve švýcarském kantonu Appenzell Ausserrhoden. Nachází se ve střední části kantonu, asi 11 kilometrů jihovýchodně od Herisau, v nadmořské výšce 824 metrů. Žije zde přibližně 1 900 obyvatel. 

## Geografie
Bühler leží mezi Teufenem a Gaisem na trati Appenzeller Bahnen. K Bühleru patří vesnice Steig. Sousedními obcemi jsou Teufen, Gais, Trogen a Speicher a okres Schlatt-Haslen v kantonu Appenzell Innerrhoden. Obec má celkovou rozlohu 561 hektarů, z toho 59 hektarů je osídlená plocha. Zemědělsky je využíváno 350 hektarů. Na 148 hektarech se rozkládají lesy. Zbývající 4 hektary patří k neproduktivním plochám.

## Historie

Bühler (1919)

První zmínka o obci Bühler pochází z roku 1380. V té době se obec ještě nazývala Roten, což bylo odvozeno od potoka Rotbach. V letech 1420–1421 byl Roten v rámci správy panství kláštera St. Gallen stále přiřazen k úřadu Trogen jako rhod (okrsek). Od počátku 17. století patřil Bühler ke rhodu Teufen.
V pozdním středověku patřil Roten církevně ke St. Gallenu a od roku 1479 byl součástí nově založené farnosti Teufen. V této době se také Roten poprvé připomíná jako „Ulrich Büllers hoff“. V roce 1597, kdy došlo k rozdělení země a Roten se stal součástí Ausserrhodenu, byl Roten přiřazen k obci Teufen. Po několika neúspěšných pokusech se obec, nyní nazývaná Büöller, oddělila od Teufenu v roce 1723, kdy si postavila vlastní kostel. Hlavním propagátorem odtržení a prvním představeným obce byl Johannes Hofstetter. V listině o oddělení z roku 1723 se obec konečně poprvé nazývá Bühler. Stavbu kostela zahájil v dubnu 1723 zednický mistr Lorenz Koller z Teufenu. Již 24. listopadu pronesl farář Bartholome Zuberbühler první kázání. Kostel se nachází na staré ulici Trogener Strasse. V letech 1813 a 1814 měl být kostel kompletně opraven. Hřbitov musel být přemístěn z jižní na severní stranu. 
V roce 1870 byla farní oblast rozšířena o tzv. osvobozené statky jižně od Rotbachu. Vesnice s jádrovou zónou kolem kostela a fary se v 19. a 20. století rozšířila podél silnice Gais–Teufen a nové silnice do Trogenu, doplněná několika továrnami lemujícími Rotbach. Od roku 1889 je Bühler stanicí na železniční trati St. Gallen – Gais společnosti Appenzeller Bahnen a od roku 2018 je součástí železniční tratě Trogen – St. Gallen – Appenzell.

## Obyvatelstvo

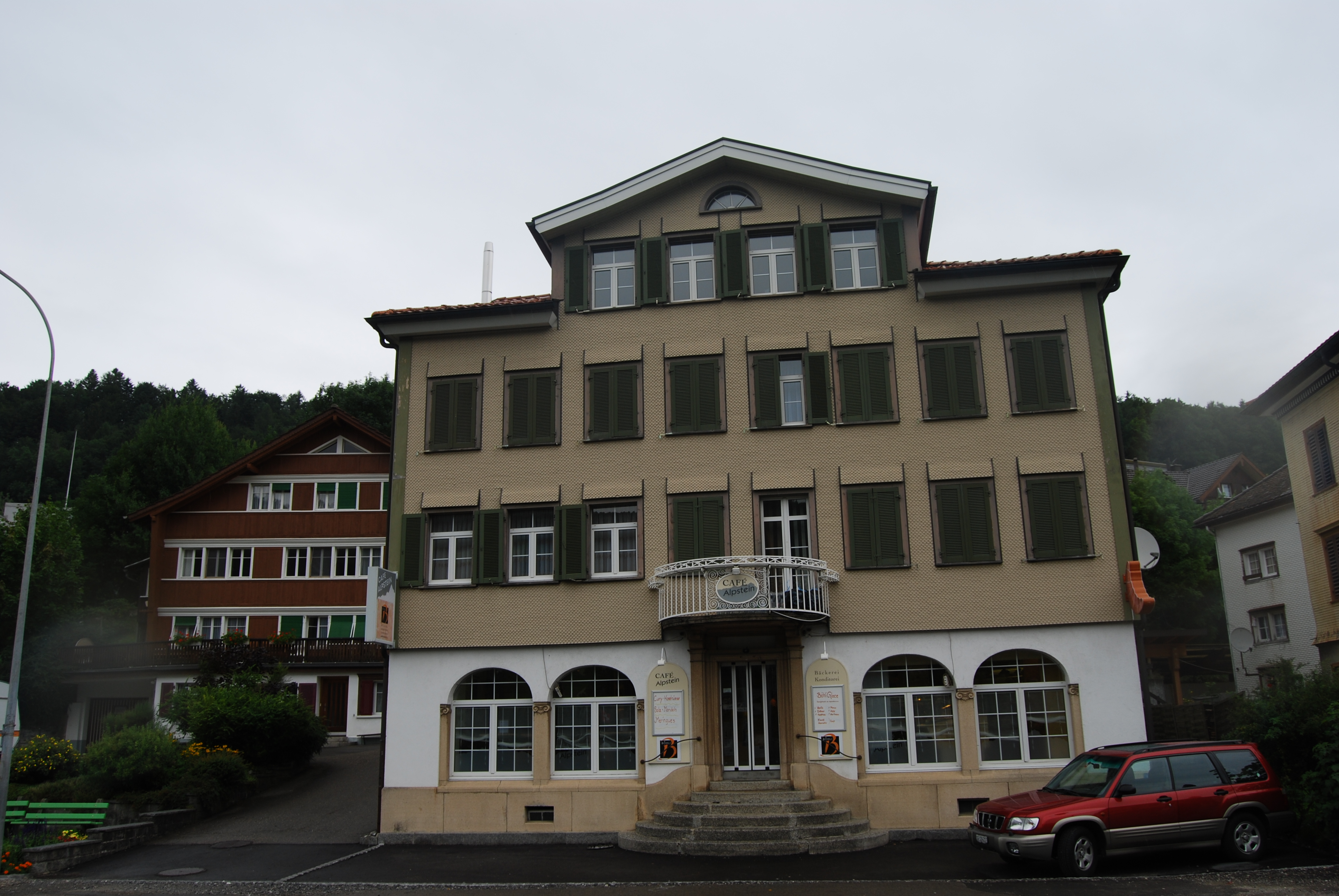
Domy v obci

| Rok            | 1734 | 1850 | 1870 | 1880 | 1900 | 1920 | 1941 | 1960 | 1980 | 1990 | 2000 | 2021 |
| Počet obyvatel | 1167 | 1281 | 1605 | 1611 | 1625 | 1489 | 1166 | 1385 | 1640 | 1628 | 1598 | 1853 |

## Hospodářství
Již v polovině 16. století měl pro Bühler velký význam textilní průmysl. První vrcholná fáze textilního průmyslu proběhla v letech založení Bühleru. Během Francouzské revoluce trpěl průmysl tehdejšími politickými poměry: Napoleonova kontinentální blokáda znepřístupnila evropský trh. Textil se tak mimo jiné začal vyvážet do Ameriky. Nebylo to však hned ziskové, od počátku 19. století bylo možné opět prodávat na evropském trhu. Výroba a hospodářský úspěch se opět zvýšily.
K rozsáhlému industriálnímu zpracování bavlny se od roku 1800 stále více přidávala její tovární výroba. V roce 1829 zaměstnávalo 15 majitelů tkalcoven v Bühleru celkem 650 lidí, z toho 236 v samotném Bühleru. Kromě toho zde byla indická tiskárna, přádelna a bělírna. Mezi nejvýznamnější průkopnické podnikatele patřili Rudolf Binder a Johann Ulrich Sutter.
Brzy vznikly dobročinné instituce, jako například čtenářský spolek v roce 1822, spořitelna v roce 1824 a dělnická zdravotní pojišťovna v roce 1829. V roce 1845 bylo v textilním průmyslu zaměstnáno přibližně 60 % obyvatel. Od roku 1840 se rozšířilo tkaní saténovým stehem. Strojové vyšívání se objevilo po roce 1857. Ještě před první světovou válkou však byla opět patrná silná recese. V meziválečných letech se průmysl téměř úplně zastavil. Teprve po druhé světové válce došlo opět k hospodářskému vzestupu.
V Bühleru sídlí různé podniky, například pro výrobu textilií. Kromě podniků z různých odvětví je jedním z odvětví hospodářství Bühleru také zemědělství.